# Hosanna (zpěvník)
Hosanna je zpěvník dětských křesťanských písní v češtině, slovenštině a polštině.
Zpěvník byl vydán roku 1989 Slezskou církví evangelickou a. v. v Ústředním církevním nakladatelství. Obsahuje 136 písní. Je notovaný a doprovozený ilustracemi Vandy Malé.